# Albert Delpit
Pour les articles homonymes, voir Delpit.
Albert Delpit, né à La Nouvelle-Orléans le 30 janvier 1849 et mort à Paris 8e le 4 janvier 1893, est un romancier et auteur dramatique français.

## Biographie
Né en 1849 à La Nouvelle-Orléans, Albert Delpit, comme son frère Édouard Delpit, est le fils d'un riche commerçant en tabac installé aux États-Unis, Jean Adrien Delpit (1806-1883) et de Marie Félicité Plaix (1822-1876),. Jeune encore, il vient en France pour faire ses études à Paris et à Bordeaux. Il travaille d'abord pour des revues créées par Alexandre Dumas père, Le Mousquetaire et Le d’Artagnan, tout en commençant d'écrire ses premières œuvres.
Volontaire, il participe à la guerre de 1870, d'où il tire un recueil de vers qui rencontrera un grand succès, L’Invasion (1870), complété au fil des événements par des textes sur le siège de Paris, et un conte en vers, Le Repentir, ou récit d'un curé de campagne (1873). L’Académie française lui décerne le prix Montyon en 1871, le prix de poésie en 1873 et le prix Vitet en 1880. Sa nationalité américaine le fait échapper à la mort lors de la Commune de Paris ; il est alors aide de camp de l'amiral Saisset qui tente une médiation. En 1883, un duel l'oppose à Alphonse Daudet, que Delpit accuse « d'avoir décarcassé le style de Chateaubriand, d'employer encore plus d'épithètes que l'auteur des Martyrs, d'imiter de trop près Dickens, de manquer complètement d'imagination et de ne pas savoir faire une pièce ». Il s'en sort avec une blessure à l'épaule gauche. Il est naturalisé Français en 1892.
Albert Delpit meurt le 5 janvier 1893 en son domicile, au no 8, avenue Percier  dans le 8e arrondissement de Paris, et, est inhumé au cimetière de Montmartre (28e division).   

## Œuvres
Romans
- Les Malédictions, 1869
- L'Invasion 1870, 1870. Réédition : L'Invasion, 1870-1871, 1871
- Jean-nu-pieds, chronique de 1832, 1874
- Les Compagnons du roi, 1874
- La Vengeresse, 1874
- La Famille Cavalié, 2 vol., 1878
- Le Mystère du Bas-Meudon, 1878
- Le Fils de Coralie, 1879
- Le Mariage d'Odette, 1880
- Le Père de Martial, 1881
- La Marquise, 1882
- Les Dieux qu'on brise. Le Repentir, 1891
- Amours cruelles, 1884
- Solange de Croix-Saint-Luc, 1885
- Disparu, 1888
- Thérésine, 1888
- Un monde qui s'en va, 4 vol., 1899-1892

Théâtre
- L'Apothéose de Lamartine, à-propos en 1 acte en vers. Paris, Gaîté, 9 mai 1869
- La Voix du maître, à-propos en 1 acte, en vers, Paris, Odéon, 15 janvier 1870
- Le Voyage de Scapin, scène en vers dite, Paris, Comédie-Française, 15 janvier 1875
- La Sœur de charité, Paris, Vaudeville, 11 juillet 1875
- Jean-nu-pieds, drame en 4 actes en vers, Paris, Vaudeville, 9 août 1875
- Le Fils de Coralie, comédie en 4 actes en prose dans laquelle Lucien Guitry interpréta un de ses premiers rôles, Paris, Gymnase-Dramatique, 16 janvier 1880
- Le Père de Martial, pièce en 4 actes, Paris, Gymnase-Dramatique, 20 avril 1883
- Les Maucroix, comédie en 3 actes en prose, Paris, Comédie-Française, 4 octobre 1883
- Mademoiselle de Bressier, drame en 5 actes, Pairs, Ambigu-Comique, 19 avril 1887 — publié chez Paul Ollendorff en 1888 avec 42 compositions de Henri Courselles-Dumont.
- Passionnément, comédie en 4 actes, Paris, Odéon, 3 mars 1891

Poésie
- Le Repentir, récit d'un curé de campagne, poème, 1873
- La Vieillesse de Corneille, poésie, 1877
- Sur les bords de la Nonnette et de la Beuvronne, rimes fantaisistes, 1886
- Poésies. Les Chants de l'invasion. Les Dieux qu'on brise, 1891

Varia
- La Volonté nationale, 1870
- Huit jours d'histoire : le commandement de l'amiral Saisset du 19 au 25 mars 1871, 1871
- Les Prétendants : les Bourbons, les d'Orléans, l'Empire, la Commune, la République, 1872

## Musique
- Édouard Lalo, Chant breton, extrait de Le Repentir